# Chinasi
In biochimica, si definisce chinasi (o, con un termine ormai poco usato, cinasi), un tipo di enzima (numero EC 2.7.1) appartenente alla famiglia delle fosfotransferasi in grado di trasferire gruppi fosfato da molecole donatrici ad alta energia (come l'ATP) a specifici substrati; tale processo è definito fosforilazione. Un enzima che rimuove un gruppo fosfato da un substrato, invece, è detto fosfatasi.
Le chinasi rappresentano il gruppo più grande di enzimi presenti in natura: si tratta molto spesso di molecole strutturalmente molto simili tra loro, ma dotate di una specificità di substrato molto elevata. Si stima che il genoma umano sia in grado di codificare per circa 550 chinasi (e 130 fosfatasi).
Non tutte le molecole che trasferiscono un gruppo fosfato sono chinasi, le fosforilasi infatti trasferiscono un gruppo fosfato a un substrato da un fosfato inorganico o da specie organiche non ad alta energia.

## Nomenclatura
La struttura corretta del nome di ogni chinasi dovrebbe essere così costituita: "[Nome substrato] chinasi". Il termine esochinasi, ad esempio, è indicativo di una chinasi che catalizza la fosforilazione di un esoso. Nell'uso corrente, tuttavia, le chinasi hanno assunto svariatissimi nomi differenti (e formalmente poco corretti), dal momento che spesso esistono più chinasi in grado di fosforilare uno stesso substrato.

## Tipi di chinasi
In alcuni casi, il fine della fosforilazione è quello di attivare o fornire energia ad una molecola per renderla in grado di partecipare ad una reazione con una energia libera di Gibbs negativa. Tutte le chinasi richiedono la presenza di uno ione metallico, come un Mg2+ o un Mn2+: gli ioni stabilizzano i legami ad alta energia della molecola ad alta energia (solitamente ATP o derivati di ATP), permettendo alla fosforilazione di avvenire.
In altri casi, la fosforilazione di un substrato può inibire la sua attività. Un meccanismo comune di inibizione mediata da enzimi è stato osservato per la prima volta nella tirosin chinasi src (si pronuncia sarc): quando src è fosforilata su una specifica tirosina, si ripiega su sé stessa, nascondendo così il suo sito catalitico (la conformazione è detta off).
In altri casi, la fosforilazione di una proteina ne permette il legame ad altre aventi domini di riconoscimento per tirosine, treonine o serine fosforilate. Tali legami, in ogni caso, possono generare sia l'attivazione che l'inibizione di specifici pathway.
Alla fine degli anni novanta si è individuata anche un'ulteriore funzione della fosforilazione. Alcune proteine, se fosforilate, vanno incontro a degradazione mediata dal pathway dell'ubiquitina all'interno del proteasoma. Queste specifiche proteine possono diventare substrato per l'ubiquitina solo se fosforilate.
Il gruppo più ampio di chinasi, in ogni caso, è quello delle protein-chinasi, che modificano l'attività di specifiche proteine. Sono utilizzate in gran quantità per modulare la trasduzione del segnale in complessi processi cellulari. Le tirosin-chinasi sono protein-chinasi che fosforilano residui di tirosina all'interno di proteine (vedi recettori tirosin-chinasici). Le serina/treonina chinasi fosforilano residui serina o treonina (che hanno catene laterali simili).
Numerose altre chinasi, infine, agiscono su piccole biomolecole (lipidi, carboidrati, aminoacidi, nucleotidi), sia per scopi di segnalazione che per attivarle per alcuni processi metabolici.

## Curiosità
Una classe di chinasi, chiamata JAK, ha suscitato alcuni sorrisi nella comunità scientifica, dal momento che si diffuse l'idea che l'acronimo dato dagli scopritori stesse per Just Another Kinase (ancora un'altra chinasi). In realtà la sigla sta per Janus Activating Kinases, ad indicare uno speciale gruppo di chinasi dalla struttura simmetrica, evocativamente richiamata dal nome della figura mitologica di Giano bifronte.